# Гращица (река)
Гращица (или Гращичка река) е река в Западна България, област Кюстендил, община Невестино, десен приток на река Струма. Дължината ѝ е 20 км. Отводнява част от североизточните склонове на Осоговска планина.
Гращичка река води началото си от 1413 м н.в. в източните склонове на Брезовски рид, на 500 м югоизточно от връх Белток (1524 м) в планината Осогово. До село Пелатиково тече на североизток, а след това до село Рашка Гращица — на север в дълбока и тясна, със стръмни склонове долина. След селото завива на североизток, при село Неделкова Гращица излиза от планината, навлиза в най-югоизточната част на Кюстендилската котловина и след 3 км се влива отдясно в река Струма на 446 м н.в., на 700 м северозападно от село Невестино.
Водосборният басейн на реката е с площ от 64 км2, което представлява 0,37% от водосборния басейн на река Струма. Основните притоци са само леви: Градешки дол, Стръганишки дол (Стъргалица), Згуровска река.
Река Гращица е с преобладаващо дъждовно-снежно подхранване, като максимумът е през месец април, а минимумът – август. През отделни засушливи години пресъхва. Среден наклон на течението 45%. В миналото водосборната област на реката е била слабо залесена и подложена на ерозия. Сега част от нея е залесена с иглолистни видове и дъб, а друга е засадена с овощни градини. Извършени са корекция на коритото и укрепване на бреговете с дължина 1,8 км при устието.
По течението на реката в Община Невестино са разположени 4 села: Пелатиково, Рашка Гращица, Згурово и Неделкова Гращица.
В долното течение водите на реката се използват за напояване.

## Топографска карта
- Лист от карта K-34-70. Мащаб: 1 : 100 000.